# Leucauge volupis
Leucauge volupis es una especie de arañas perteneciente a la familia a Tetragnathidae nativa de América del Sur. Fue descrito por primera vez por Eugen von Keyserling en 1893.
Es un hospedador común de las avispas parásitas de la familia Ichneumonidae.

## Distribución
Este tipo de animal se encuentra en Argentina, Brasil y Paraguay.